# Dev
Devin Star Tailes, ismertebb nevén Dev (Manteca, Kalifornia, 1989. július 2. –)  egy amerikai énekesnő. A The Cataracs fedezte fel a Myspace közösségi oldalon. Dev első dalából, a Booty Bounceból a Far East Movement egyik legismertebb kislemeze, a Like a G6 tartalmaz részleteket, és közel ötmillió példány kelt el a kislemezből digitális formában az Egyesült Államokban. 2010 októberében lemezszerződést kötött az Universal Music lemezkiadóval, így decemberben megjelent Bass Down Low című száma. Debütáló albuma, a The Night the Sun Came Up a kezdeti tervekkel ellentétben 2012. január 10-én jelenik meg az Egyesült Államokban.

## Élete

### Kezdetek
Dev Tracy városában született, Riki Tailes és Lisa gyermekeként. Családja Mantecában nőtt fel, portugál és mexikói eredetűek az énekesnő rokonai. Két húga van; Sierra Sol és Maezee Lua. Négyévesen elkezdett úszni, mellyel "olimpiai" sikerekre képezték. A Brock Elliott intézményben kezdte tanulmányait, majd a San Joaquin Delta Főiskolán is járt, ahol angolt és művészettörténetet tanult. Feldolgozta Amy Winehouse egyik dalát (Blonde Trick), hiszen rendkívülinek titulálta. A számot exbarátjának szánta. Az énekesnő egyik barátja által MySpacere is felkerült a felvétel, amelyet a The Cataracs is felfedezett, és felvették a kapcsolatot Dev-vel. A 2Nite az énekesnő karrierjének megkezdése után fél évvel jelent meg. 2009-ben Dev Los Angelesbe költözött. 2010-ben a Cataracs lett a Like a G6 producere (Far East Movement). A duó úgy döntött, a dalba Dev Booty Bounce című kislemezének egy részét is beilleszti. A Like a G6 2010 áprilisában jelent meg, közel hárommillió példány kelt el belőle a tengerentúlon.

### 2010 - napjainkig: The Night The Sun Came Up
2010 augusztusában Ethan Adler rendezte Dev első klipjét, mely a Booty Bounce című számhoz készült, és közel tízmilliós nézettséget ért el. 2010 októberében Dev lemezszerződést kötött az Universal Republic lemezkiadóval. Első hivatalos kislemeze, a Bass Down Low 2010. december 6-án jelent meg, 7-én az Egyesült Államokban vált megvásárolhatóvá. Egy kritikus 2010. negyedik legjobb kislemezének titulálta a számot, Kesha Tik Tok című slágeréhez hasonlítva azt. A második kislemez, az In the Dark 2011. február 25-én jelent meg.
Az énekesnő debütáló albuma, a The Night the Sun Came Up 2011. szeptember 20-án jelent meg az Egyesült Királyságban. 2009 óta tartottak a lemez munkálatai. 2011 márciusában Dev és a The Cataracs Costa Ricába utaztak, ahol az anyag nagy részét vették fel. Ugyanebben a hónapban jelent meg a New Boyz kislemeze, a Backseat. Demi Lovato 2011-es lemezén, az Unbrokenen is közreműködött. A Who's That Boy lesz az album második kislemeze, mely az énekesnő közreműködésével készült. A JLS She Make Me Wanna című felvételen is dolgozott. Két számot (Poison, Call Me) is kiadott promóciós kislemezként David Guetta Nothing but the Beat című albumán az I Just Wanna F című számon dolgozott, Timbaland és Afrojack mellett.

## Stílusa
Dev elektropop stílusa és éneklős-beszélős vokálai miatt rengetegen Keshához hasonlítják. Dev erre így reagált: Biztos vagyok benne, hogy abban, amit csinálok, az emberek engem fognak látni [...] Értem, miért tartanak minket hasonlónak, de amint látni fognak az emberek élőben, többé nem teszik majd." Az énekesnőt részben a rap műfaja is inspirálta: "Mindig imádtam a hiphopot. Eminem változtatta meg az életemet, amikor fiatalabb voltam."

## Magánélete
2011. szeptember 7-én bejelentette, hogy gyermeket vár. Azt is hozzátette, hogy barátjával, Jimmy Gorecki-vel fog összeházasodni.

## Diszkográfia
- The Night the Sun Came Up (2011)

### Videóklipek
| Év   | Videóklip                                                                            | Rendező              |
| ---- | ------------------------------------------------------------------------------------ | -------------------- |
| 2010 | Like a G6 (Far East Movement és The Cataracs, közreműködik Dev)                      | Matt Alonzo          |
| 2010 | Mobbin (Dev és Bobby Brackins)                                                       | Jonathan Singer-Vine |
| 2010 | Booty Bounce                                                                         | Ethan Lader          |
| 2010 | Bass Down Low (közreműködik The Cataracs és Tinie Tempah)                            | Ethan Lader          |
| 2011 | A1 (Dev és Bobby Brackins)                                                           | Jonathan Singer-Vine |
| 2011 | Backseat (New Boyz & The Cataracs és Dev)                                            | Ethan Lader          |
| 2011 | Top of the World (The Cataracs és Dev)                                               | Ethan Lader          |
| 2011 | Fireball                                                                             | Colin Tilley         |
| 2011 | She Makes Me Wanna (JLS és Dev)                                                      | Colin Tilley         |
| 2011 | In the Dark                                                                          | Ethan Lader          |
| 2011 | Hey Hey Hey (Pop Another Bottle) (Laurent Wery Dev és Swift K.I.D. közreműködésével) | Swift K.I.D.         |
| 2011 | Hotter Than Fire (Eric Saade és Dev)                                                 | Tobias Nordquist     |
| 2011 | Sunrise (The Cataracs és Dev)                                                        | Ethan Lader          |
| 2012 | Dancing Shoes                                                                        | Mickey Finnegan      |
| 2012 | In My Trunk                                                                          | Eli Stonberg         |
| 2012 | Take Her From You                                                                    | David Dutton         |
| 2012 | Kiss My Lips (Dev és Fabolous)                                                       | High5Collective      |
| 2012 | Naked (Dev és Enrique Iglesias)                                                      | BBGun                |
| 2012 | Break Ya Back (Timbaland és Dev)                                                     | Eli Stoneberg        |

## Fordítás
- Ez a szócikk részben vagy egészben  a   Dev (singer) című angol Wikipédia-szócikk fordításán alapul.  Az eredeti cikk szerkesztőit annak laptörténete sorolja fel. Ez a jelzés csupán a megfogalmazás eredetét és a szerzői jogokat jelzi, nem szolgál a cikkben szereplő információk forrásmegjelöléseként.

## További információ
- Hivatalos oldal
- Dev a Facebookon